# Mathoris vocata
Mathoris vocata är en fjärilsart som beskrevs av Walker 1861. Mathoris vocata ingår i släktet Mathoris och familjen Thyrididae. Inga underarter finns listade i Catalogue of Life.